# Bunopus crassicauda
Bunopus crassicauda е вид влечуго от семейство Геконови (Gekkonidae).

## Разпространение
Видът е разпространен в Иран.